# Franz Riklin
Franz Riklin (* 8. September 1941 in Solothurn; † 17. Oktober 2022) war ein Schweizer Rechtswissenschaftler mit Schwerpunkt in den Gebieten Strafrecht, Strafprozessrecht und Presserecht.

## Beruflicher Werdegang
Riklin studierte Rechtswissenschaften an den Universitäten Freiburg im Üechtland  und Bern. 1968 promovierte er mit einer Dissertation über den Persönlichkeitsschutz gegenüber Eingriffen durch Radio und Fernsehen. Er war Mitarbeiter im Rechtsdienst der Schweizerischen Radio- und Fernsehgesellschaft (SRG) und war als Anwalt in Solothurn tätig. 1977 habilitierte er sich auf dem Gebiet des Immaterialgüterrechts und wurde im gleichen Jahr zum Professor für Strafrecht und Strafprozessrecht an der Universität Freiburg ernannt, 2007 wurde er emeritiert. Ab 1980 war er nebenamtlich als Dozent für Medienrecht am Institut für Journalistik und Kommunikationswissenschaft der Universität Freiburg tätig. Ab 2002 war er Konsulent bei Delnon und Rüdy bzw. Delnon Rechtsanwälte. Bis 2011 war er Dozent für Strafrecht bei Fernkurse Schweiz.

## Weitere Aktivitäten
Riklin war Mitglied verschiedener Expertenkommissionen bspw. zur Revision des Urheberrechtsgesetzes, der Revision des Persönlichkeitsschutzes, der Revision des allgemeinen Teils des Strafgesetzbuches sowie der Vorbereitung der Strafprozessordnung. Während mehrerer Jahre war er Mitglied der Unabhängigen Beschwerdeinstanz für Radio und Fernsehen.

## Kritik an der Freiburger Justiz
Ab 1996 nahm Riklin mehrmals öffentlich Stellung zu angeblichen Missständen im Justizwesen des Kantons Freiburg. Im Nachgang eines Freispruches zugunsten des ehemaligen obersten Drogenfahnders des Kantons Freiburg Paul Grossrieder wurden einige der Vorwürfe Riklins durch zwei unabhängige, vom Grossen Rat des Kantons Freiburg eingesetzte Experten untersucht. In der Folge veröffentlichte Riklin 2002 ein Buch mit dem Titel „Von der Aufklärung verschont. Eine unwahre und 54 wahre Geschichten aus dem Justizwesen“, in welchem verschiedene angebliche Unregelmässigkeiten im Justizwesen zusammengefasst sind.

## Schriften (Auswahl)
Monografien
- Der Schutz der Persönlichkeit gegenüber Eingriffen durch Radio und Fernsehen nach schweizerischem Privatrecht. Dissertation, Universität Freiburg, 1968.
- Das Urheberrecht als individuelles Herrschaftsrecht und seine Stellung im Rahmen der zentralen Wahrnehmung urheberrechtlicher Befugnisse sowie der Kunstförderung. Habilitationsschrift, Universität Freiburg, 1978.
- Schweizerisches Presserecht. Stämpflis juristische Lehrbücher. Stämpfli, Bern 1996, ISBN 3-7272-0896-1.
- Von der Aufklärung verschont. Eine unwahre und 54 wahre Geschichten aus dem Justizwesen. Pendo Verlag, Zürich/München 2002, ISBN 3-85842-489-7.
- Schweizerisches Strafrecht, Allgemeiner Teil I – Verbrechenslehre. 3. Auflage. Schulthess, Zürich 2007, ISBN 978-3-7255-5478-2.
- StPO Kommentar. Schweizerische Strafprozessordnung. 1. Auflage. Orell Füssli, Zürich 2010, ISBN 978-3-280-07207-3.

Herausgeber
- (mit Bertil Cottier, Christoph Beat Graber, Peter Studer, Stéphane Werly) medialex – Zeitschrift für Medienrecht. Stämpfli, Bern, ISSN 1420-3723.
- Weniger Kriminalität: Konstruktive Strategien zu ihrer Eindämmung. Caritas Schweiz, Luzern 1999, ISBN 3-85592-058-3.
- Therapeutische Hilfen im Strafvollzug: Wie und wozu? Caritas Schweiz, Luzern 2000, ISBN 3-85592-062-1.
- Mediation: ein Weg in der Strafjustiz. Caritas Schweiz, Luzern 2001, ISBN 3-85592-068-0.
- Mitgefangen: Die Gefangenen und ihre Angehörigen. Caritas Schweiz, Luzern 2002, ISBN 3-85592-073-7.
- Jugendliche, die uns Angst machen. Was bringt das Jugendstrafrecht? Caritas Schweiz, Luzern 2003, ISBN 3-85592-079-6.
- Von der Verhaftung bis zum Vollzug: Grenzen der staatlichen Gewalt. Caritas Schweiz, Luzern 2004, ISBN 3-85592-086-9.
- (mit Andrea Baechtold) Sicherheit über alles? Chancen und Gefahren des «Risk Assessment» im Strafvollzug und in der Bewährungshilfe. Stämpfli, Bern 2010, ISBN 978-3-7272-8761-9.
- Was ist uns das Strafwesen wert? Notwendigkeit und Grenzen des Sparens. Stämpfli, Bern 2010, ISBN 978-3-7272-8762-6.
- (mit Bettina Mez) Strafe muss sein … Wie viel Strafe braucht der Mensch? Stämpfli, Bern 2011, ISBN 978-3-7272-8797-8.
- (mit Hans-Peter von Däniken), Straflust oder Straffrust? Vom Zustand des Strafwesens in der Schweiz. Stämpfli, Bern 2011, ISBN 978-3-7272-8773-2.